# Miloslav Mečíř
Miloslav Mečíř (Bojnice, 19 mei 1964) is een voormalig tennisser uit Tsjecho-Slowakije, die in 1988 goud won in het herenenkelspel op de Olympische Spelen in Seoel. Zijn hoogste ranking was nummer 4 van de wereld.
Mečíř brak in 1985 door, toen hij als qualifier het Rotterdamse ABN AMRO toernooi vanuit het niets op zijn naam schreef. Hij viel op door zijn aparte wijze van tennis, omdat het erg moeilijk te zien was waar zijn groundstrokes heen gingen. Hij sloop als een kat over de baan (wat hem de bijnaam "de kat" bezorgde), was altijd stoïcijns, zowel bij winst als verlies en kon het spel van de tegenstander compleet ontregelen. Zijn wapens waren zijn snelheid, spelinzicht, balspreiding en balgevoel. Ogenschijnlijk stond hij altijd op de juiste plek zonder al te veel te hoeven lopen terwijl zijn tegenstanders veel meer afstand moesten overbruggen door zijn onwaarschijnlijke scherpe spreiding, die hij zowel met forehand als backhand kon laten zien.
Behalve met de bijnaam "de kat", stond hij ook bekend als de "Zwedendoder", omdat hij het presteerde altijd op belangrijke momenten van Zweedse tennisspelers te winnen. Zo ontnam hij in 1988 Mats Wilander zijn kans om een grand slam te winnen. Tot bijna aan het eind van zijn tenniscarrière heeft Mečíř opmerkelijk genoeg met een houten Snauwaert racket gespeeld, dat speciaal voor hem door Snauwaert was ontworpen.
Door de foute afloop van een ingreep van een zogenaamde wonderdokter, die hem van zijn toenmalige rugklachten zou afhelpen, heeft hij begin jaren 90 voortijdig zijn tenniscarrière moeten beëindigen. Momenteel is Mečíř coach van het Slowaakse Davis Cup Team. Eerder was hij ook trainer van de eveneens Slowaakse tennisspeler Karol Kučera.

## Resultaten grandslamtoernooien
| Legenda | Legenda                          |
| ------- | -------------------------------- |
| g.t.    | geen toernooi gehouden           |
| l.c.    | lagere categorie                 |
| –       | niet deelgenomen                 |
| G       | uitgeschakeld in de groepsfase   |
| 1R      | uitgeschakeld in de eerste ronde |
| 2R      | uitgeschakeld in de tweede ronde |
| 3R      | uitgeschakeld in de derde ronde  |
| 4R      | uitgeschakeld in de vierde ronde |
| KF      | uitgeschakeld in de kwartfinale  |
| HF      | uitgeschakeld in de halve finale |
| F       | de finale verloren               |
| W       | het toernooi gewonnen            |
| w-v     | winst/verlies-balans             |

### Enkelspel
| Toernooi        | 1983 | 1984 | 1985 | 1986 | 1987 | 1988 | 1989 | 1990 |
| --------------- | ---- | ---- | ---- | ---- | ---- | ---- | ---- | ---- |
| Australian Open | 1R   | 2R   | –    | –    | KF   | –    | F    | 4R   |
| Roland Garros   | –    | 1R   | 3R   | 2R   | HF   | –    | 1R   | 1R   |
| Wimbledon       | –    | 2R   | 1R   | KF   | 3R   | HF   | 3R   | 2R   |
| US Open         | –    | –    | 2R   | F    | KF   | 3R   | 3R   | –    |

### Mannendubbelspel
| Toernooi        | 1986 | 1987 | 1988 | 1989 |
| --------------- | ---- | ---- | ---- | ---- |
| Australian Open | –    | 3R   | –    | –    |
| Roland Garros   | –    | –    | –    | 3R   |
| Wimbledon       | –    | 2R   | –    | 2R   |
| US Open         | 2R   | 3R   | 3R   | –    |